# Dirty Workz
Dirty Workz est un label discographique indépendant belge de hardstyle et jumpstyle, fondé en 2006 par Koen Bauweraerts, également connu sous le nom de DJ Coone. Dirty Workz a vu passer de nombreux artistes et groupes à succès de la scène hardstyle, dont Psyko Punkz, Da Tweekaz, Jahreecellex, SoundFreakerz, et Wasted Penguinz. Dirty Workz présente également des artistes orientés jumpstyle comme Fenix, Dr. Rude, et Demoniak. Dirty Workz est un sous-label de Toff Music, label belge indépendant. Les artistes du label participent chaque année à de grands événements internationaux tel Bassleader.

## Histoire
Dirty Workz est pensé puis fondé par Koen Bauweraerts en 2006. Bauweraerts explique : « J'ai voulu donner une liberté totale à ma musique, être capable de faire mes propres sons. » En 2008, il sort sur son label l'album My Dirty Workz ; l'album atteint la 13e place des classements musicaux belges la même année. En 2009, le label organise la soirée « Dirty Workz Deluxe » qui se déroule le 28 novembre au Lotto Arena d'Anvers,.
En octobre 2012, le label annonce l'arrivée de Deepack et de son nouvel EP intitulé Anarchy. En juillet 2013, Coone collabore avec le label Dim Mak Records de l'américain Steve Aoki, afin de permettre à son label de mieux se populariser à l'international. En juin 2014, Dirty Workz annonce avoir signé un nouveau groupe notoire de la scène hardstyle, Wasted Penguinz,. Début septembre, c'est au tour de Dr Rude de rejoindre le label.

## Sous-labels
Dirty Workz compte plusieurs sous-labels. Anarchy, fondé en 2012 et orienté rawstyle, est une nouvelle maison d'anciens de Hardcopy (Deepack, Phuture Noize et Stereotuners), qui a accueilli Sub Zero Project, Goliath et Neroz. Audiophetamine, fondé en 2016, est créé pour les sorties de Audiofreq et de son groupe Bioweapon. DWX Bounce est une division jump et tek, fondée en 2013 et fermée en 2014. DWX Copyright Free est une division pour les créateurs fondée en 2019. DWX Update est une division pour les nouveaux talents. Electric Fox est une division orientée happy hardcore. Et Wolf Clan est une division orientée freestyle.